# Avenida Venustiano Carranza
La Avenida Venustiano Carranza es una arteria vial ubicada en la ciudad de San Luis Potosí, San Luis Potosí, México, considerada como uno de los ejes principales e históricos de la ciudad, el cual conecta el sector céntrico de la ciudad con el sector poniente. Su trazado comprende todo el sector del Barrio de Tequisquiapan.

## Historia
Fue transformada en la Avenida Centenario para conmemorar el Centenario de la Independencia de México. Fue inaugurada por el presidente Porfirio Díaz. Posteriormente fue nombrada en honor al presidente Venustiano Carranza por su impulso de la actual Constitución Política de los Estados Unidos Mexicanos.
Antes de convertirse en una de las principales avenidas de la ciudad, se le conocía por diferentes nombres por tramos hasta 1864. El tramo entre la Plaza de Armas y la calle Díaz de León era conocido como De la Cárcel. De ahí hasta la calle Bolívar se llamaba De Maltos. La siguiente cuadra hasta la avenida Reforma se conocía como Del Elefante.
Pasando la avenida Reforma uno sale del centro histórico y entra al Barrio de Tequisquiapan. Aquí la calle Del Elefante se convertía en la Calle Real de Tequisquiapan por su recorrido por el barrio. Por gran parte de su historia era una calle provincial irregular bordeada por sencillas viviendas. Durante la época de la Reforma el barrio fue integrándose cada vez más a la ciudad. La Calle Real fue ensanchada y embellecida hasta donde terminaba por la antigua parroquia de Nuestra Señora de los Remedios. Se convirtió en una zona residencial con grandes quintas y muchos árboles.
Hoy en día se ha llevado a cabo la modernización de la avenida. El segmento entre la Avenida Reforma y la calle Terrazas se ha transformado en una zona peatonal y comercial que se considera la más importante de la capital potosina. El ayuntamiento ha impulsado la implementación de la ciclovía, siguiendo el ejemplo de otras ciclovías en México en Guadalajara o la Ciudad de México. La ciclovía permite darles a los ciclistas su propio carril para brindarles más seguridad de los autos.

## Prolongación
- Extremo Este: Calle de los Bravo (intersección Plaza de Armas).
- Extremo Oeste: Avenida de los Pintores (intersección Calle Río Papaloapan).

## Galería

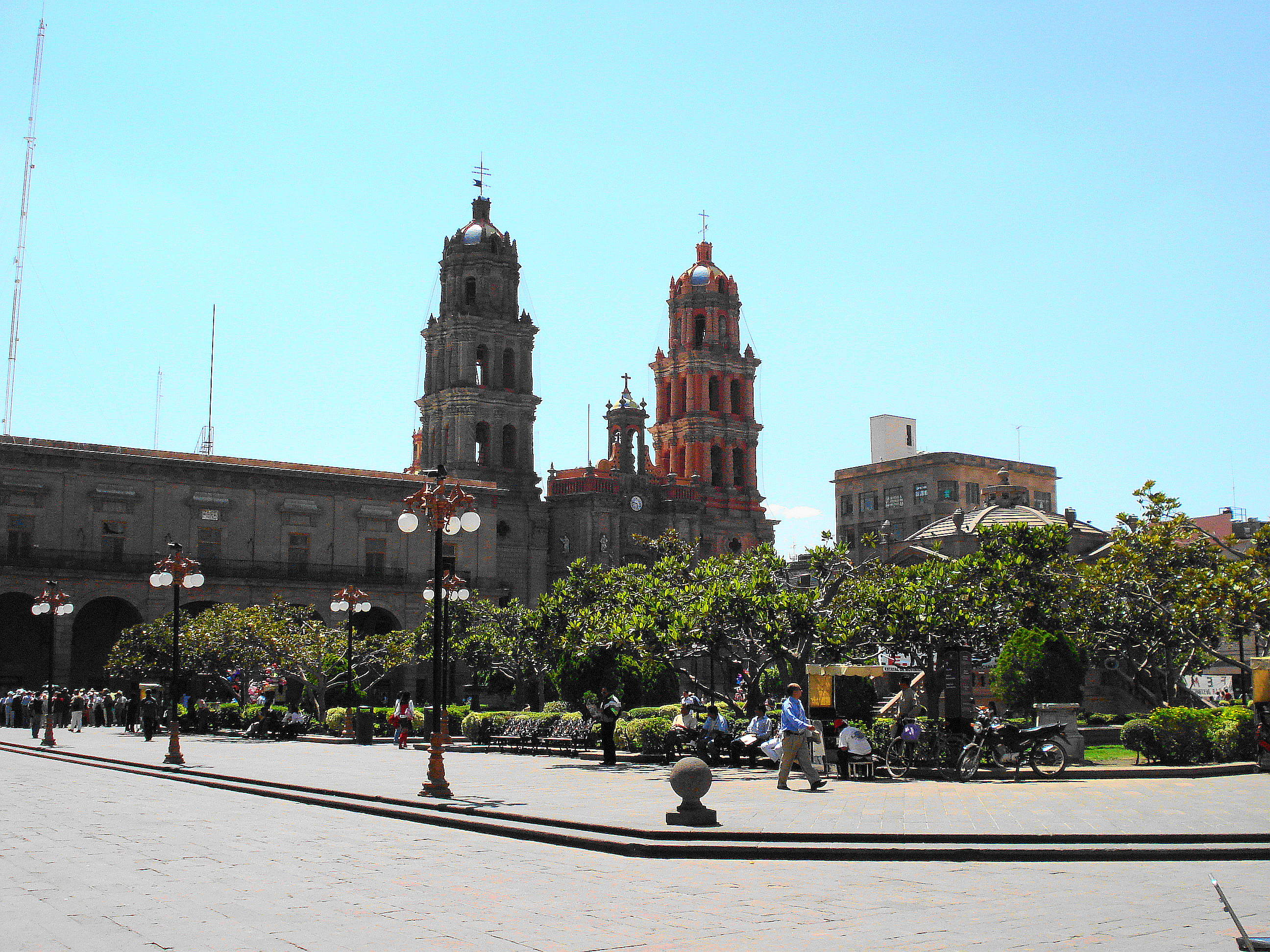
Plaza de Armas.
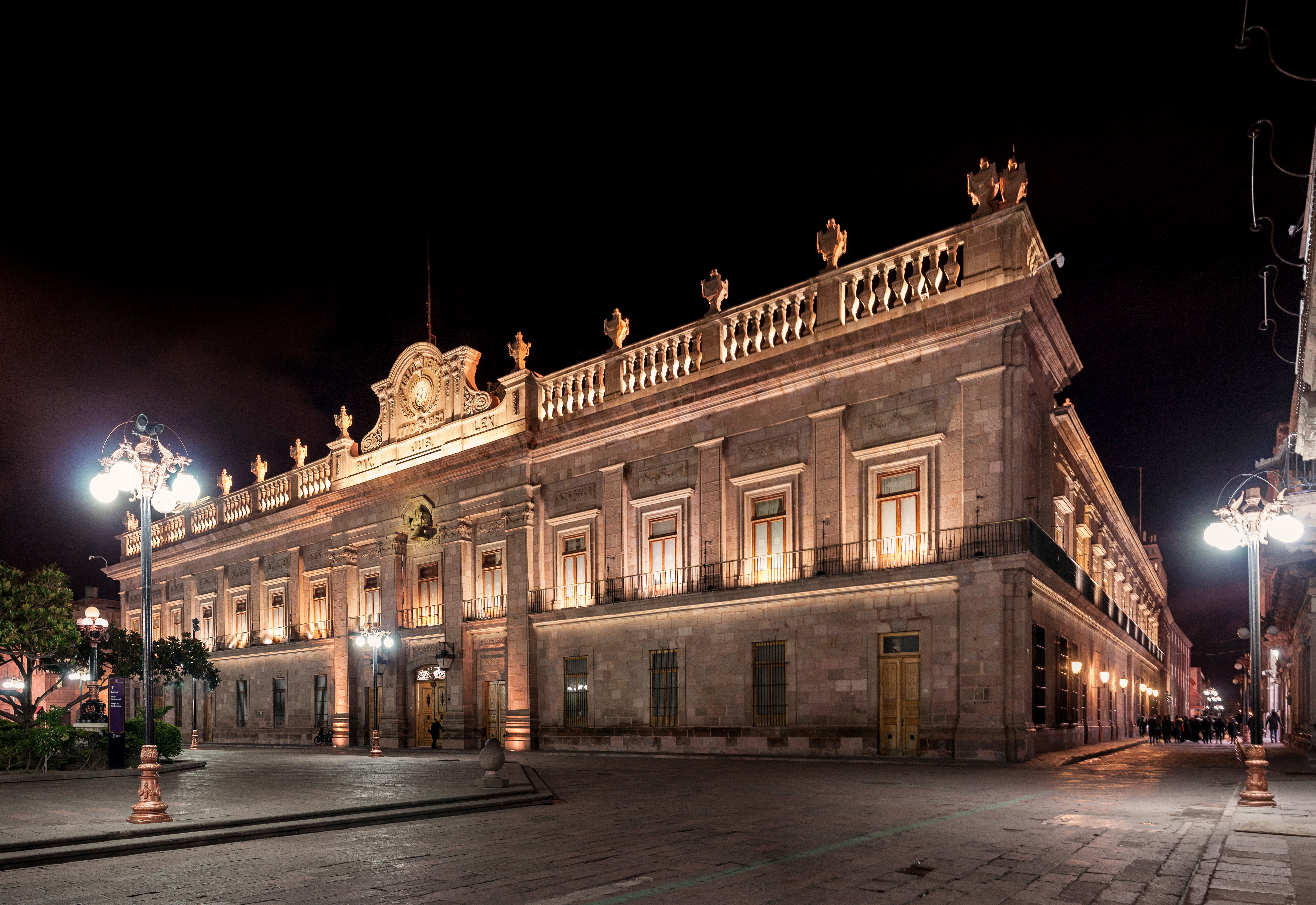
Palacio de Gobierno.
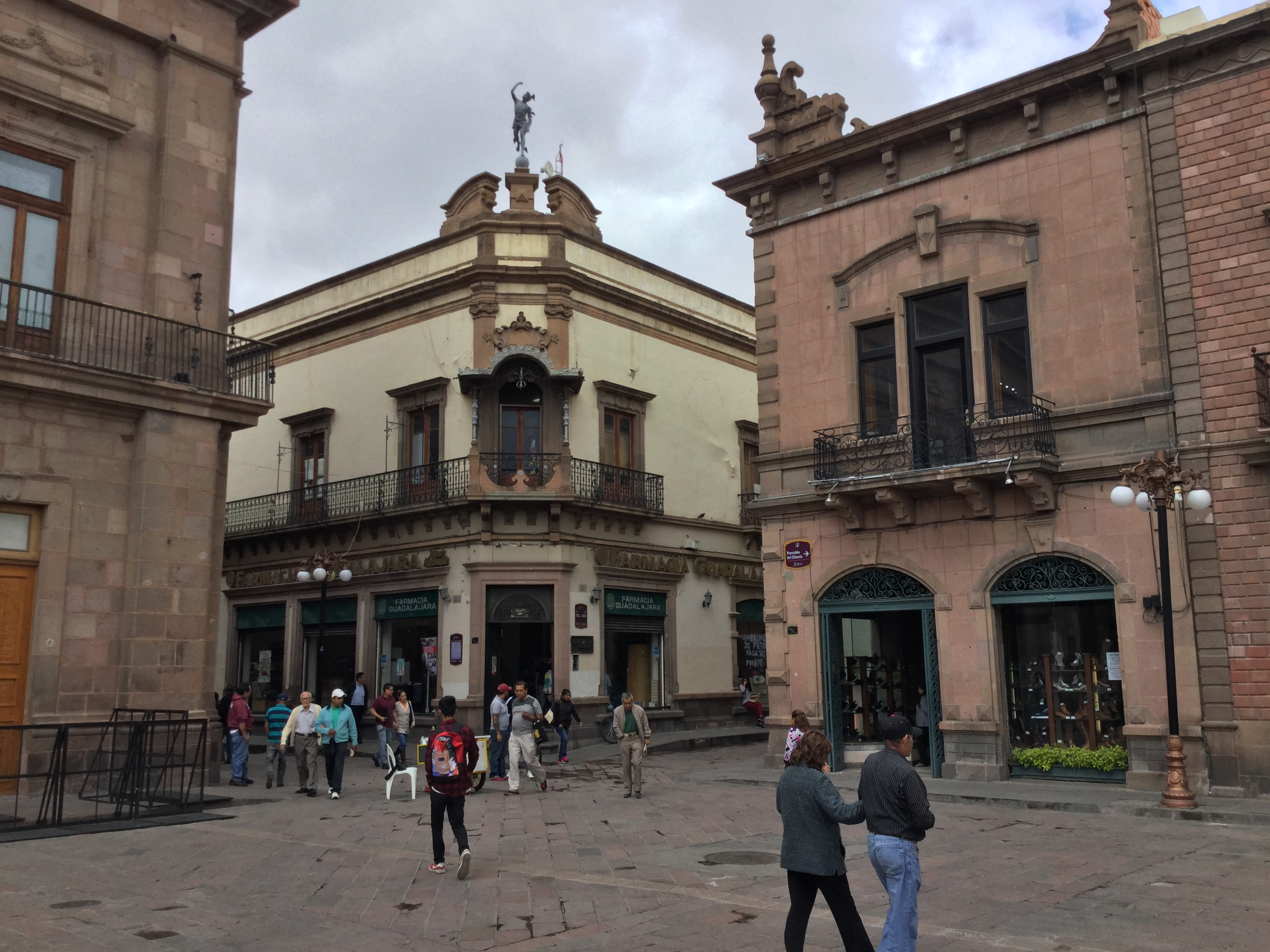
Plaza de la Tecnología.
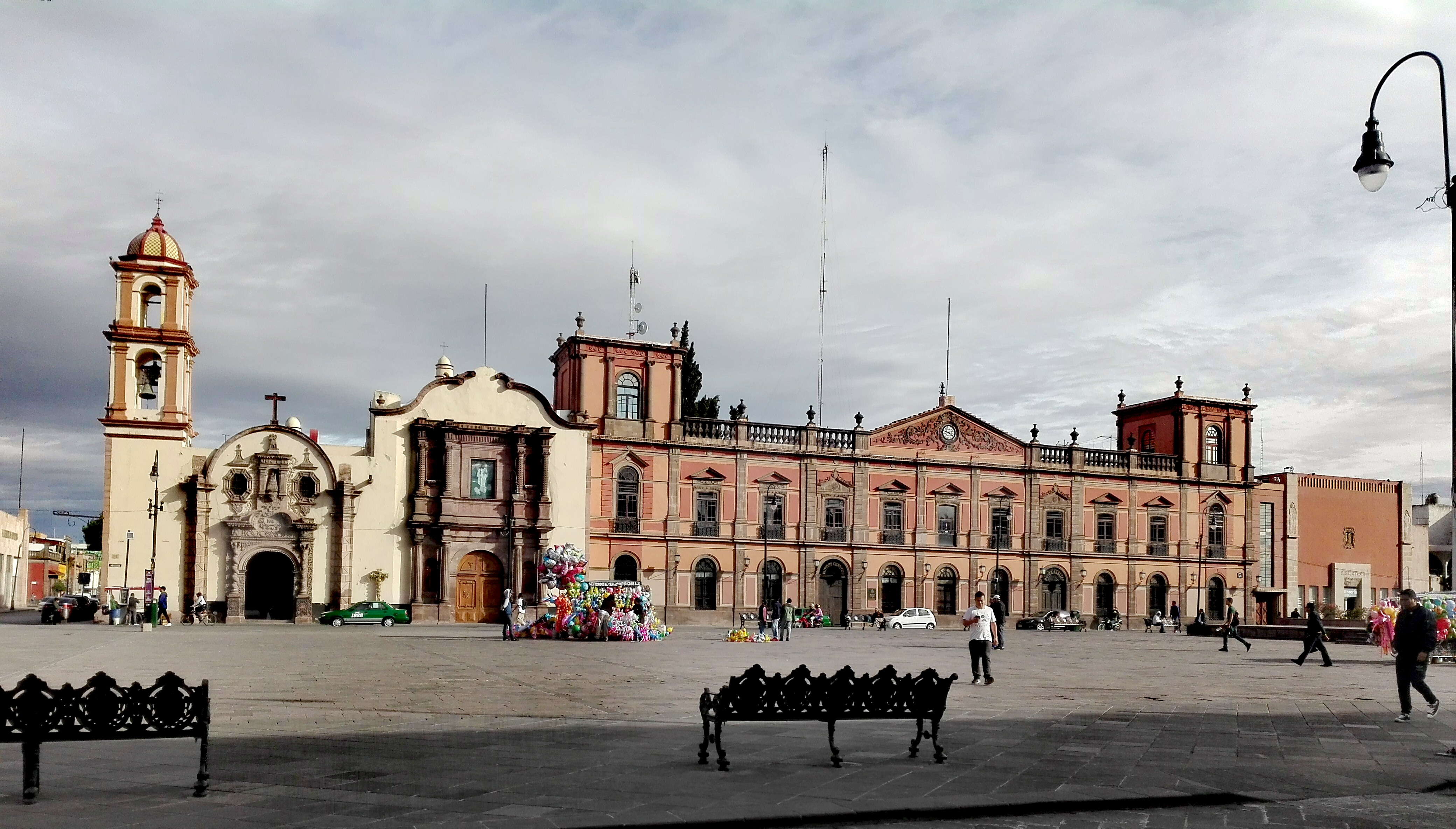
Plaza Fundadores.
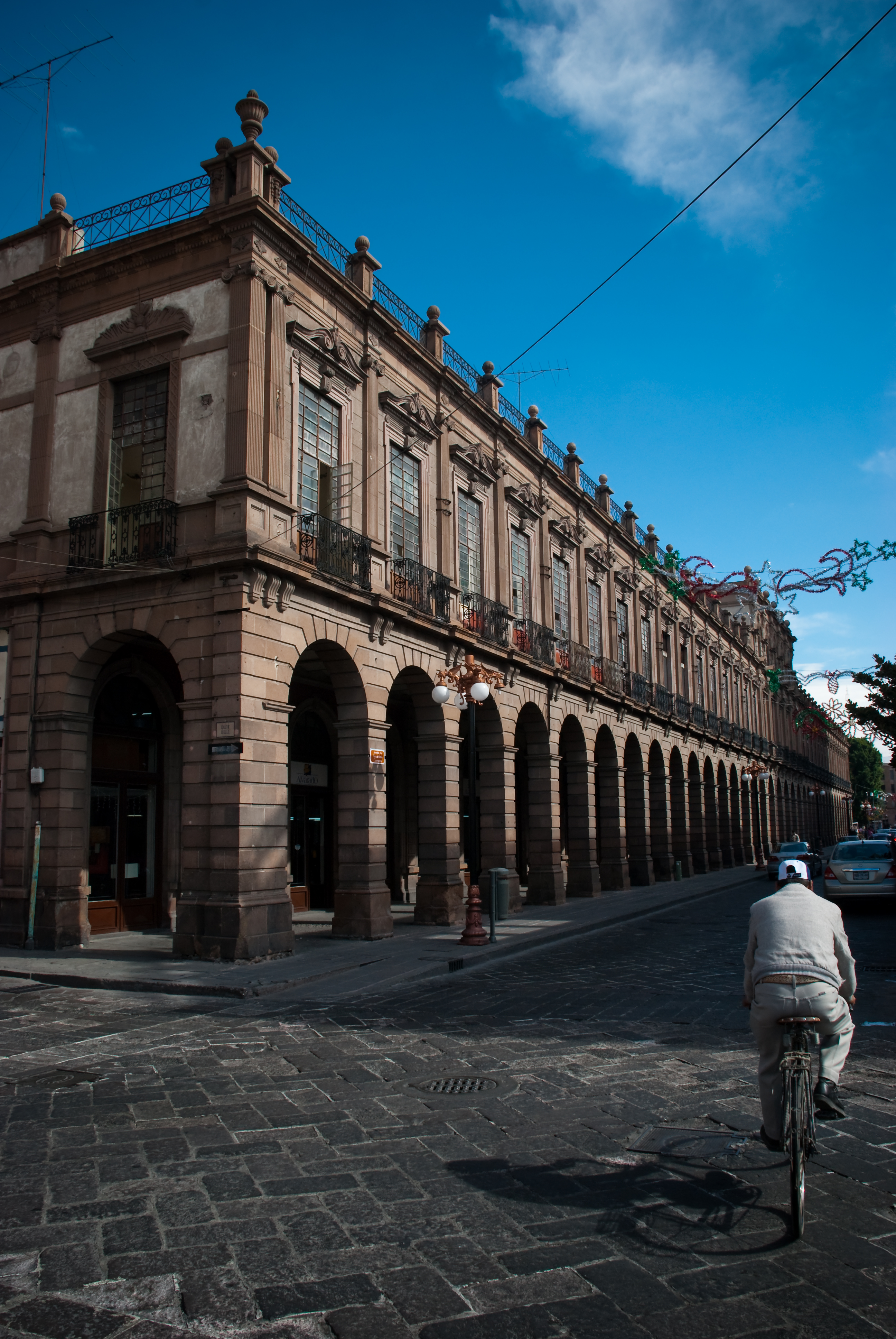
Edificio Ipiña.
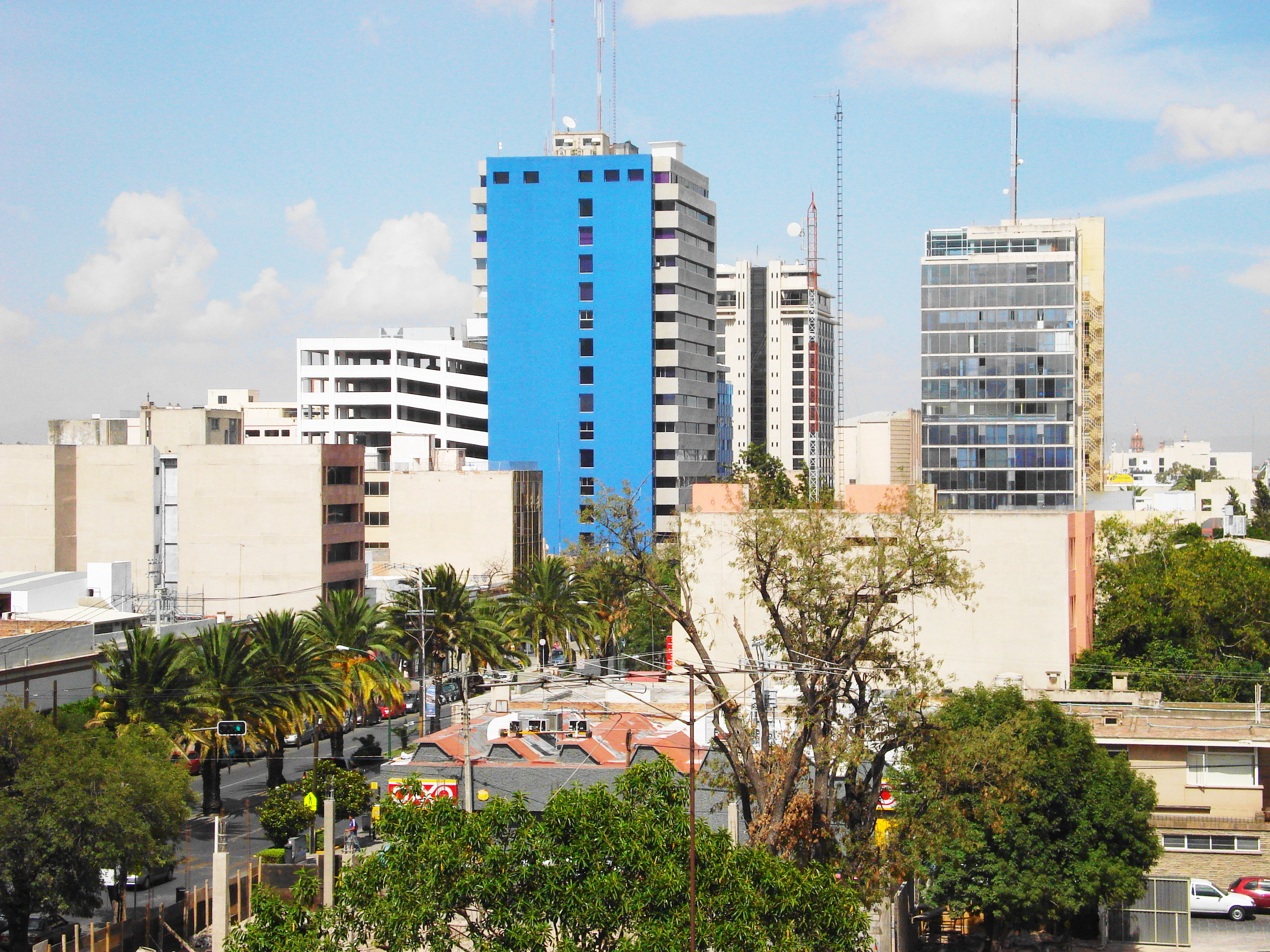
Torres EME e ISSSTE.
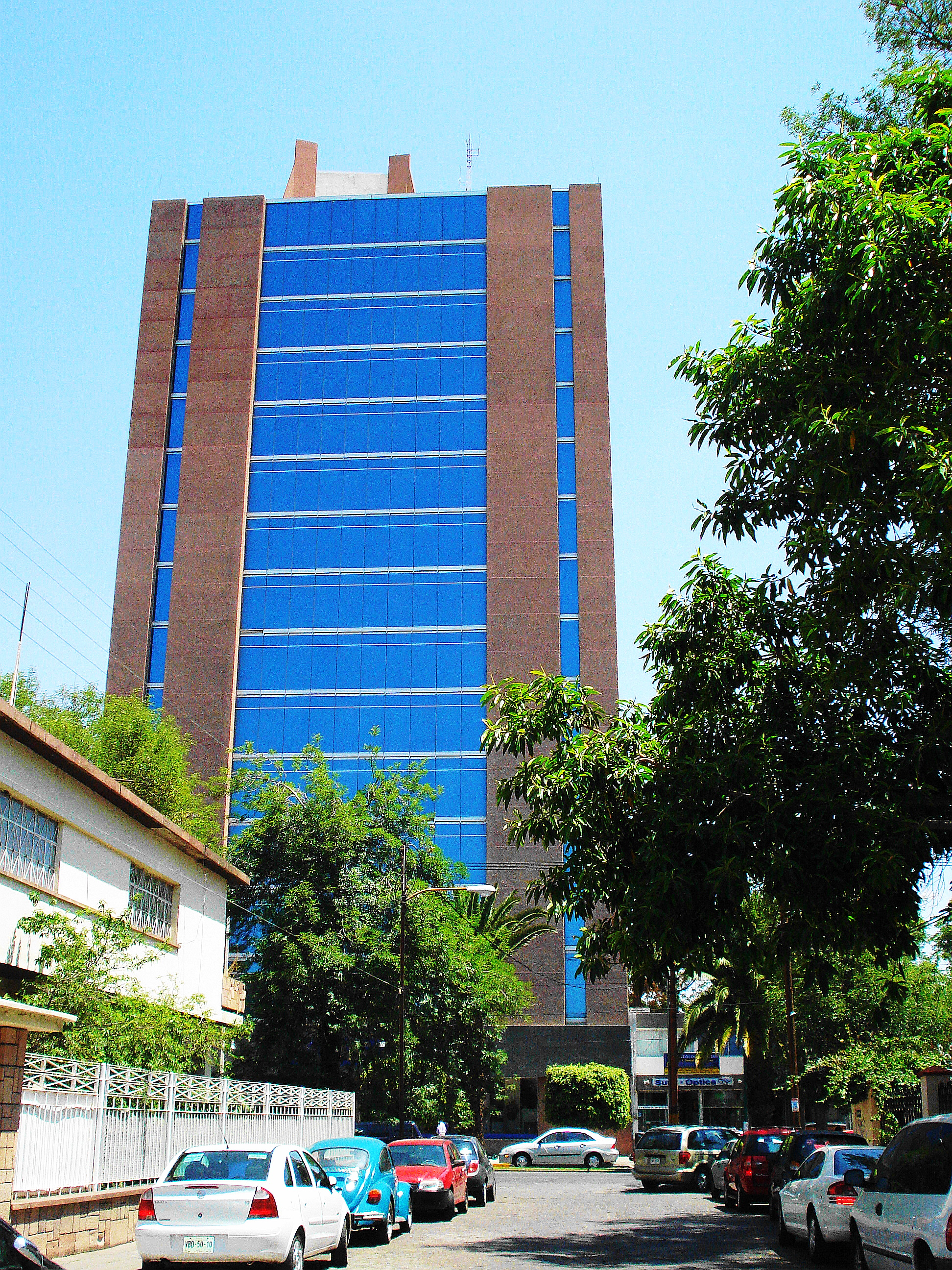
Torre INEGI.
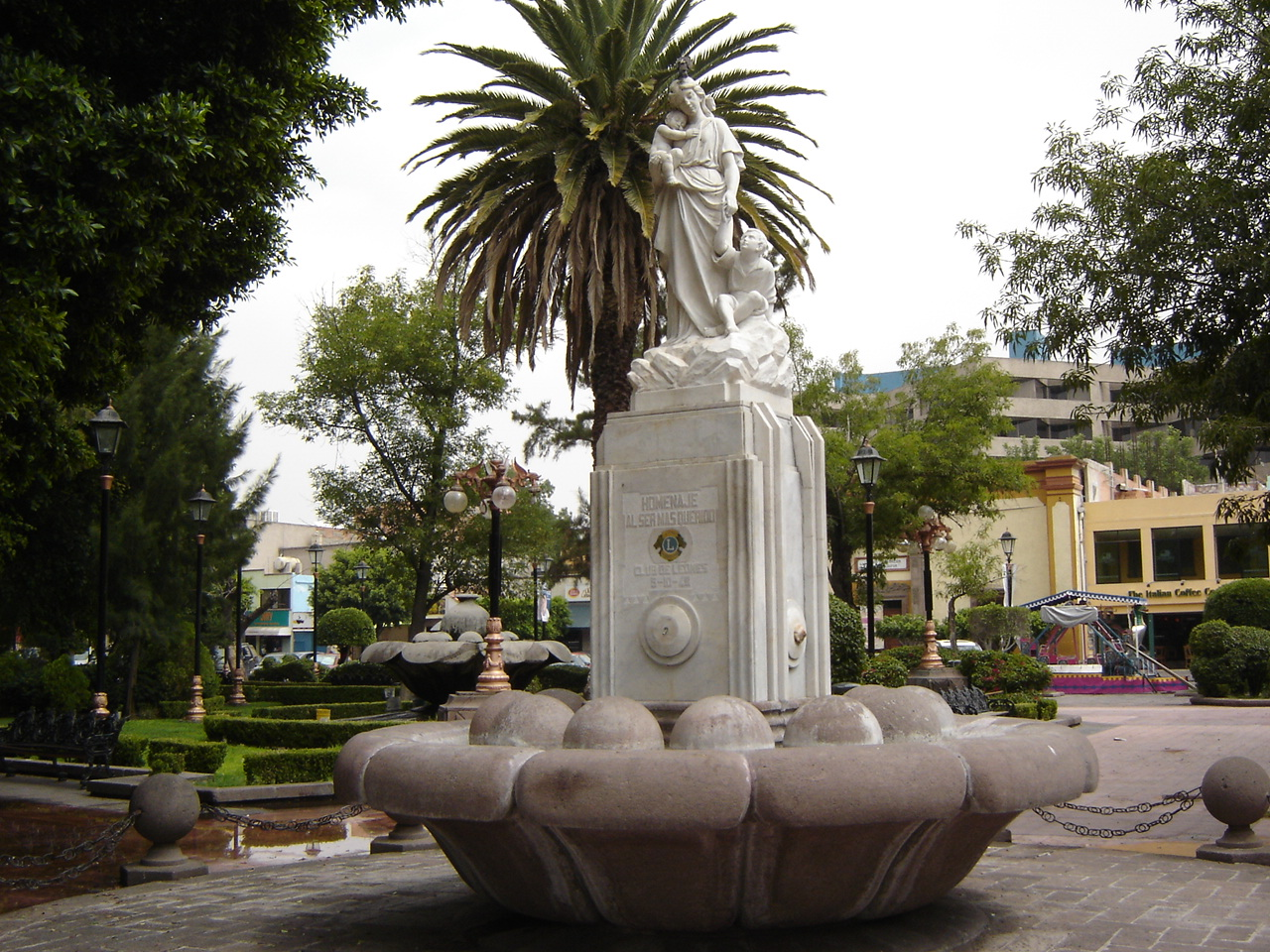
Jardín de Tequisquiapan.
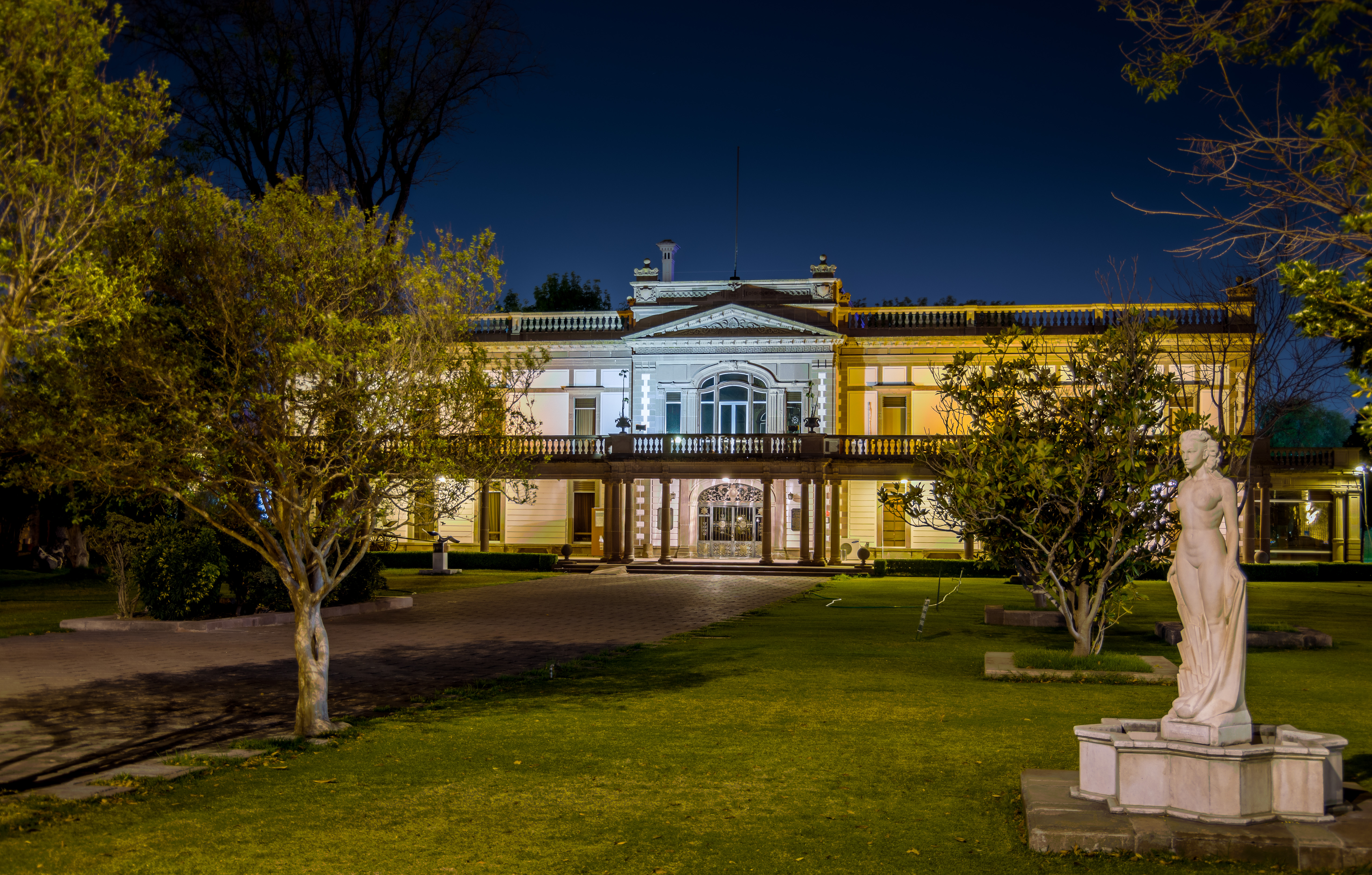
Museo Francisco Cossío.
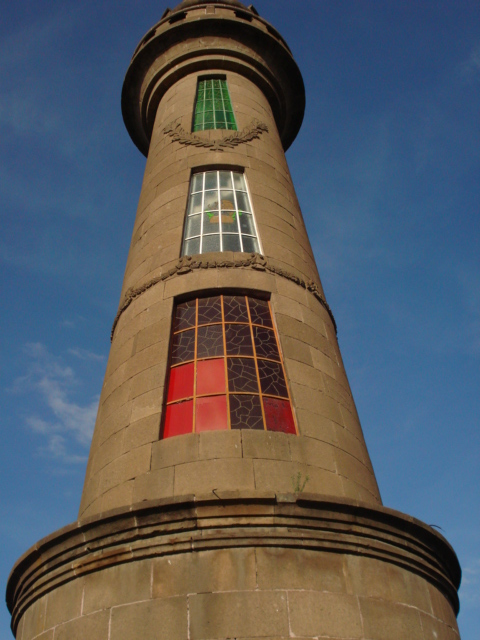
Monumento a la Bandera.